# Traíra
Traíra je rijeka koja većim dijelom svog toga čini dio granice Kolumbije i Brazil. Lijeva je pritoka rijeke Apaporís i pripada porječju rijeke Amazone.